# Mesa de edición (video)

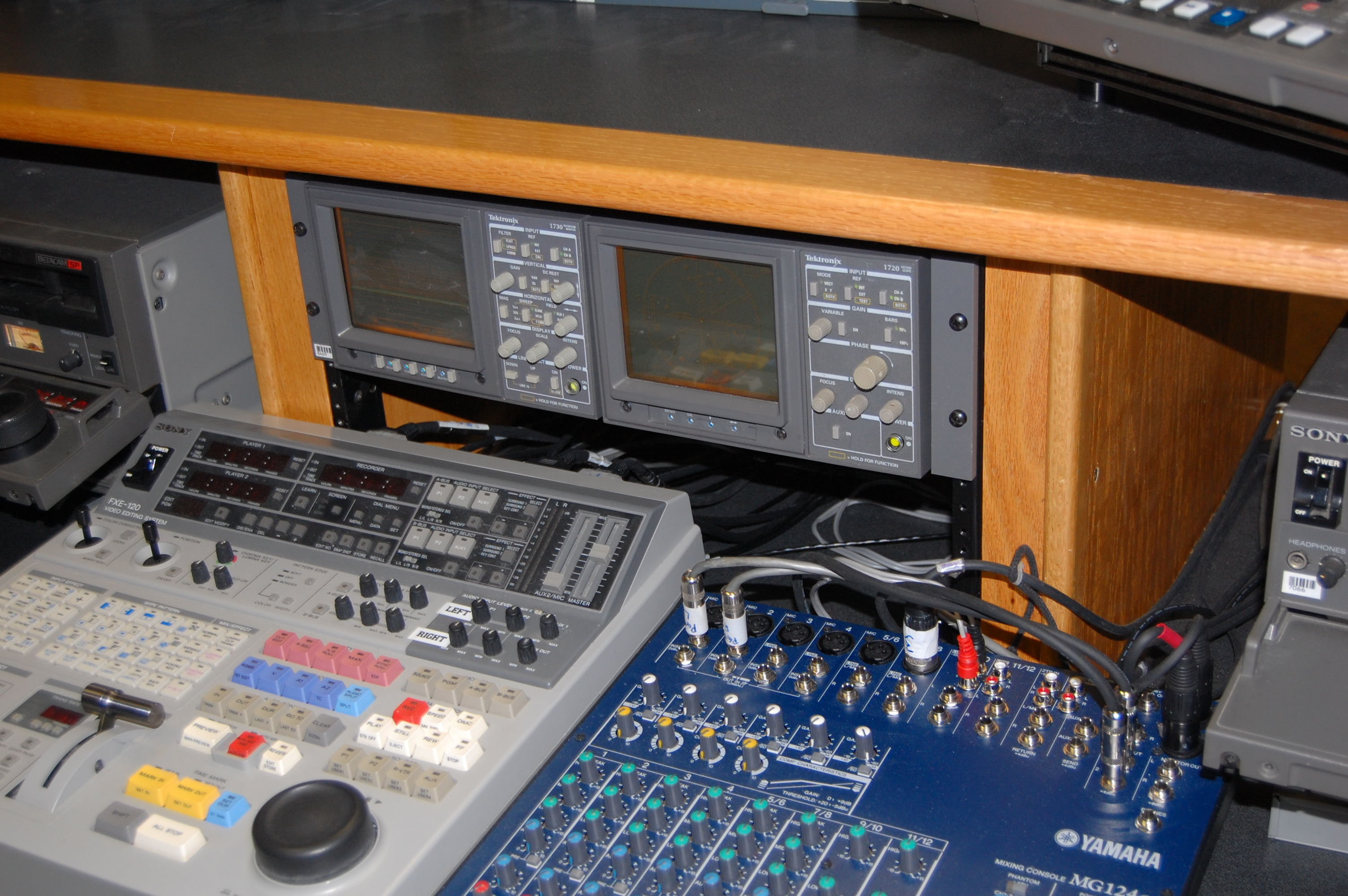
Una mesa de edición de vídeo y otra de sonido.

La mesa de edición de vídeo es un dispositivo electrónico al que se conectan varias fuentes de audio y vídeo para realizar ediciones. Es una máquina dedicada, más pequeñas que las grandes mesas mezcladoras de realización, dotada de muchas menos conexiones que aquellas y orientadas principalmente a manejar material ya grabado.
La mesa de edición nació tras aparecer, por una parte, la pistas con código de tiempo y, por otra, las capacidades del mezclador de vídeo. Con todos esos recursos juntos se podían editar documentales, anuncios, series de televisión y demás productos destinados a la televisión de una forma mucho más rápida y precisa. Se diferencia de la mesa de mezclas de vídeo en que, además de su tamaña más reducido, está pensada para la posproducción, mientras la mesa de mezclas sirve más para la realización.
Las mesas de edición no suponían una inversión muy grande y ofrecía numerosos efectos de varios tipos, además de reducir el tiempo de trabajo. Por todo ello dominaron la edición lineal de vídeo durante unos veinte años. Comenzó a perder su posición central en las salas de edición hacia 1989, cuando los avances en la informática y en los algoritmos de compresión permitieron sustituir todo el equipamiento analógico por computadoras.

## Componentes y utilidad
Una mesa de edición es un aparato electrónico con conexiones para manejar tres tipos diferentes de dispositivos:
Lo primero que se debe conectar a ella es un magnetoscopio grabador, a veces más de uno, y varias señales de vídeo procedentes de otras fuentes, generalmente otros magnetoscopios, pero también pueden ser videocámaras. La mesa podrá poner en marcha uno o varios magnetoscopios al mismo tiempo, saltar de una señal a otra, realizar pruebas antes de grabar, etc.
En segundo lugar, dispondrá de tantos monitores como fuentes de vídeo y magnetoscopios grabadores tenga conectados. Con estos monitores se consigue visionar tanto las imágenes que recibe la mesa como la edición que va realizando. Así se pueden insertar fragmentos dentro de una parte ya editado, borrar partes y hacerlas nuevamente, visionar cinta, etc.
Por último, cuenta con entradas para una o varias señales de audio, como instrumentos eléctricos, micrófonosgrabaciones o, en caso de ser varias fuentes, se suele conectar a la mesa de vídeo una de sonido, que suele contar con más conexiones, más efectos e incluso más calidad de salida por estar diseñada solo para esa tarea.
La mesa disponía de varios recursos visuales y sonoros para enfatizar la narración, como el efecto estroboscópico, efecto mosaico, alteración de colores, variación de la posición de la imagen en pantalla, desvanecimiento... Asimismo, permite seleccionar la transición entre tomas, es decir, si esta será por mezcla, también conocida como edición A/B roll, o bien bruscamente, la conocida como edición por corte.
Según Medina Domínguez y Rodríguez Losas (1997, p. 134) a finales de los años 1990 la mesa de mezclas era el último paso en equipamiento que se podía dar, al menos en el ámbito de la educación, y su precio se asemejaba al de un magnetoscopio de alta gama. Por lo tanto, su adquisición estaba justificada, según los mencionados Medina Domínguez y Rodríguez Losas (1997, p. 134).

## Evolución

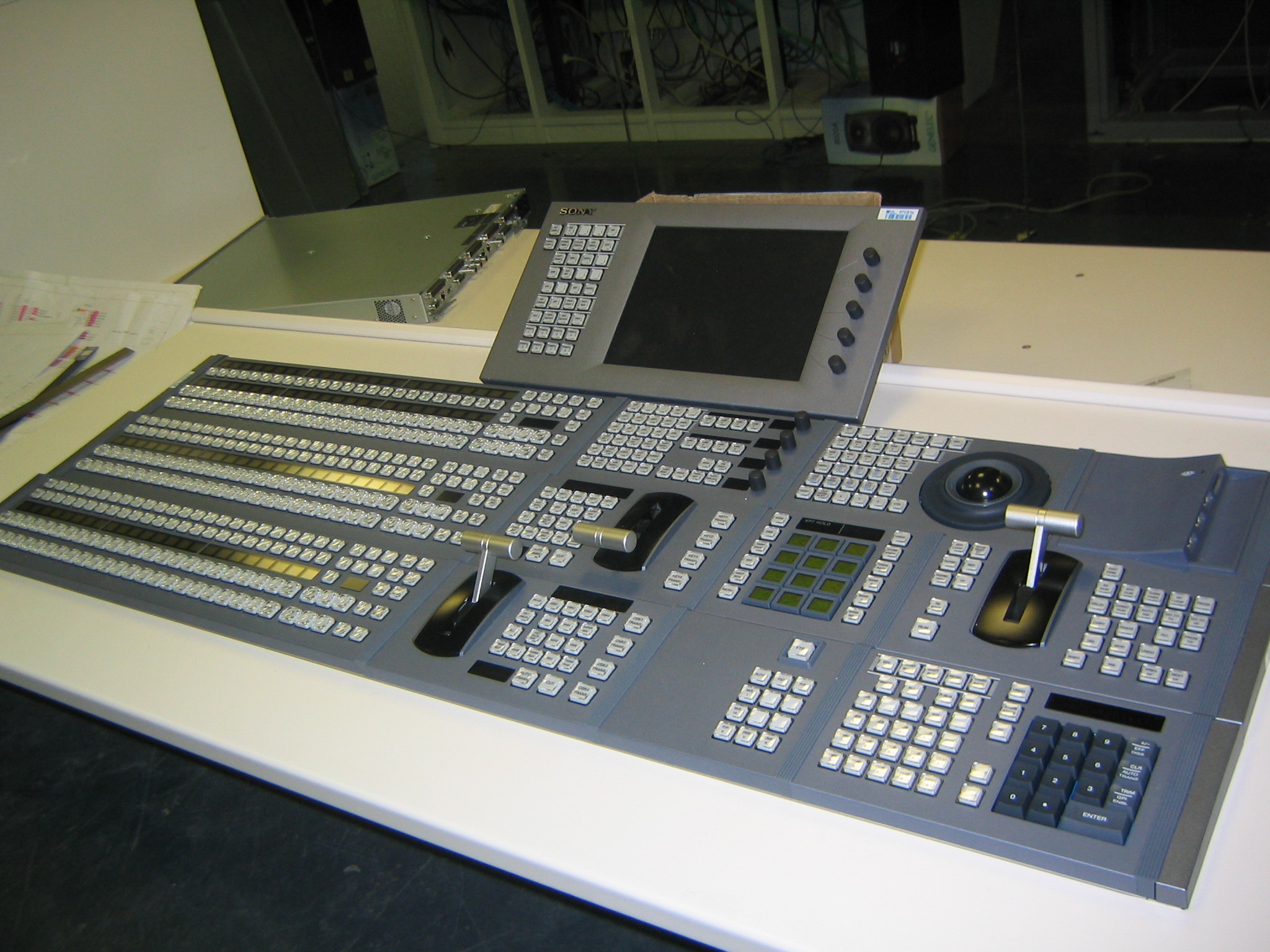
Las grandes mesas de mezclas para la realización de televisión continúan utilizándose, como esta Sony de dos bancos. Sin embargo, los ordenadores han ido desplazando a las mesas de edición.

La televisión data de los años 1920, dependiendo de los países, pero la posibilidad de grabar su señal no apareció hasta 1956. En ese intervalo de tiempo fueron ideándose aparatos como el mezclador de vídeo, un dispositivo para lograr transiciones de una cámara a otra, con efectos similares a los ofrecidos por las mesas de montaje cinematográficas.
En pocos años la calidad de las grabaciones mejoró y los propios magnetoscopios pudieron hacer las veces de fuente. Así, se conectaban unos a otros y se editaba por corte o se conectaban al mezclador para disponer de fundidos y encadenados.
El segundo avance que permitió el nacimiento de la mesa de edición fue añadido en las propias cintas. A finales de los años 1960 y comienzos de los 1970 se implantó el código de tiempo, para localizar el cuadro exacto que se deseaba. Pero además, esta innovación podía servir para bobinar y rebobinar las cintas a máxima velocidad, parando con total exactitud en el punto deseado. Al añadir al mezclador de vídeo un dispositivo que manejaba los magnetoscopios con precisión nació la mesa de mezclas que, gracias al código de tiempo, revolucionó la edición de vídeo, en palabras de Ohanian (1996, p. 31).
La mesa de edición comenzó a desaparecer con la llegada de la edición digital con acceso aleatorio. Hubo consenso casi absoluto sobre la superioridad los de medios informáticos sobre los mecánicos cuando los equipos digitales lograron ofrecer suficiente calidad. La mesa de mezclas, por su parte, sí continuó utilizándose para la realización de programas, gracias a su capacidad de manejar multitud de cámaras (las denominadas camcorder), conexiones remotas y bancos de imágenes, además de varias fuentes de sonido. Sin embargo, el empleo de varios magnetoscopios controlados por un cerebro electrónico, por potente que fuese, ha ido desapareciendo según aumentaba la capacidad de realizar todo el trabajo en un solo equipo. Paulatinamente todo lo analógico fue quedaron relegados a contadas misiones, más aún tras la entrada de la televisión digital y lo deseable de unir la norma del cine con la de la televisión, pese a ser algo considerado improbable por autores como Jorge Carrasco (2010, p. 70).